# Franz Wolters
Franz Wolters (* im 19. Jahrhundert; † im 20. Jahrhundert) war ein deutscher Syndikus und Politiker.

## Leben
Über das Leben Wolters ist nicht viel dokumentiert, er war von Beruf Syndikus industrieller Verbände in Barmen. 1930 war er als Angehöriger der Arb.Gem. Abgeordneter im Provinziallandtag der preußischen Rheinprovinz für Wuppertal-Barmen.